# Il segreto di Don Giovanni
Il segreto di don Giovanni è un film del 1947 diretto da Camillo Mastrocinque.

## Produzione
Prodotto da Lorenzo Pegoraro, il film venne girato negli studi della Scalera Film alla Circonvallazione Appia a Roma.

## Incassi
Incasso accertato sino a tutto il 31 dicembre 1952 Lit. 117.500.000